# Prospektive Potenz
Die prospektive Potenz (abgeleitet von lat. prospectus = „Aussicht“ und potentia = „Fähigkeit“) ist ein Begriff aus der Entwicklungsbiologie, der von Hans Driesch im Rahmen seiner Theorien zum Neovitalismus eingeführt wurde. Sie bezeichnet die Menge aller Entwicklungsmöglichkeiten einer Zelle eines Keimteils. Dabei werden als Keimteil sowohl Furchungszellen als auch Organanlagen und ähnliche frühe Entwicklungsstadien verstanden.

## Prospektive Potenz und Bedeutung
Aufgrund ihrer prospektiven Potenz könnten sich embryonale Zellen oder andere Keimteile also unter experimentell abgewandelten Bedingungen noch zu verschiedenen Gewebetypen und Organen entwickeln, wobei man von der Entwicklungsfähigkeit spricht. Im Mosaiktyp bzw. Gewebeverbund wird jedoch nur eine der möglichen Ausprägungsform durch eine entsprechende Induktion realisiert. Dieses normale Entwicklungsschicksal wird als prospektive Bedeutung bezeichnet.
Die prospektive Potenz ist in der Regel wesentlich größer als die prospektive Bedeutung und wird erst im Laufe der Entwicklung auf die prospektive Bedeutung eingeengt.